# Hippotion minus
Hippotion minus är en fjärilsart som beskrevs av Fabricius. Hippotion minus ingår i släktet Hippotion och familjen svärmare. Inga underarter finns listade i Catalogue of Life.